# Provinz Izumi

Provinz Izumi

Izumi (japanisch 和泉国 Izumi no kuni) oder Senshū (泉州) war eine der historischen Provinzen Japans und nach der Gokishichidō-Einteilung eine der Inneren Provinzen (Kinai). Sie bildet den heutigen südwestlichen Teil der Präfektur Osaka (außerhalb der Stadt Osaka selbst) bzw. die heutigen Teilregionen Senboku (泉北 ‚Nord-Izumi‘) und Sennan (泉南 ‚Süd-Izumi‘).

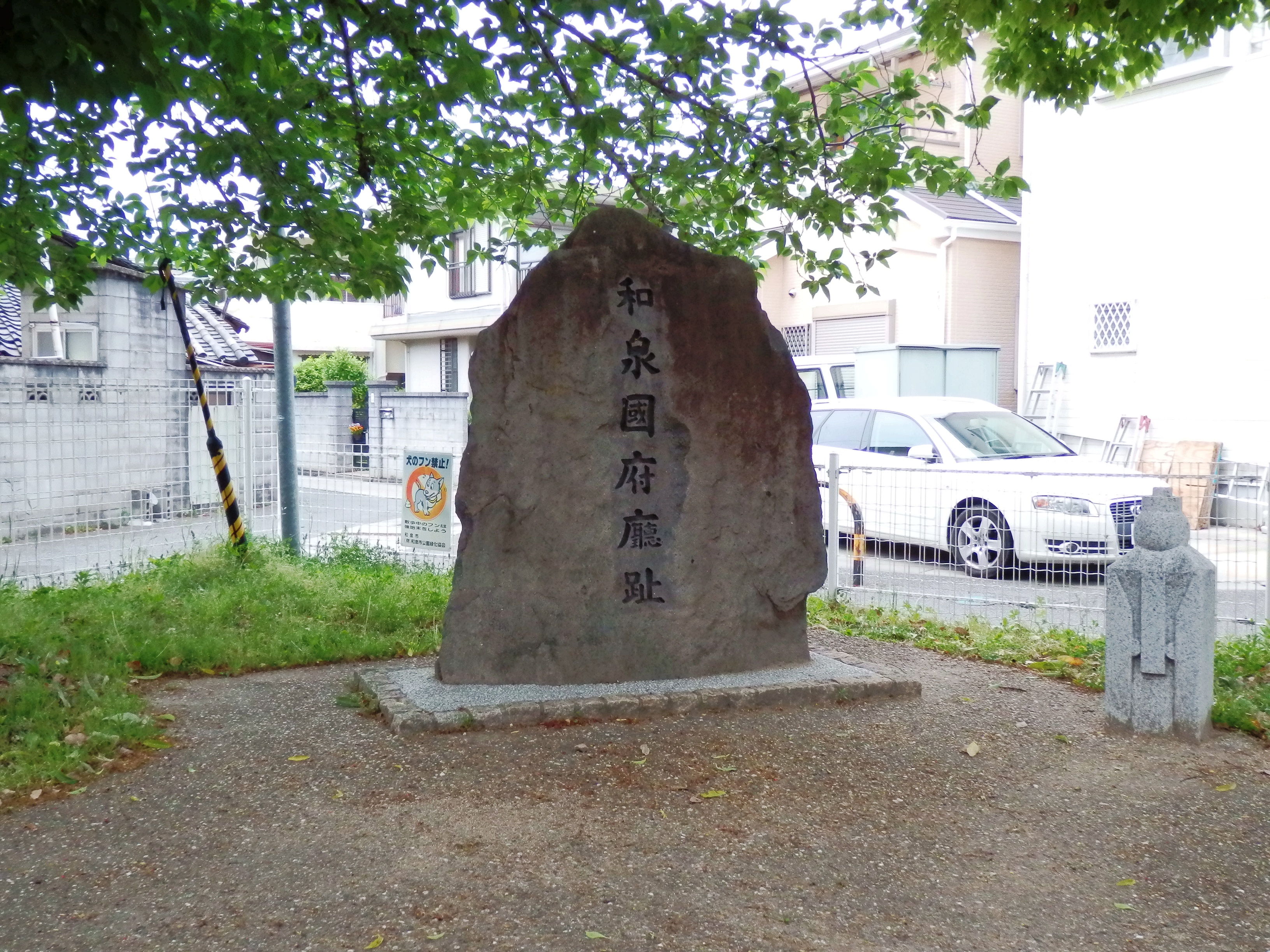
Denkmal am Ort der früheren Provinzverwaltung von Izumi

Die Hauptstadt (kokufu) befand sich wohl im heutigen Stadtteil Fuchū-chō (fuchū ist eine alternative Bezeichnung für eine Provinzhauptstadt) von Izumi. Izumi besaß den bedeutenden Seehafen von Sakai und wurde für gewöhnlich von den Herrschern in der Burg Ōsaka und der Provinz Settsu dominiert.

## Geschichte
Nach dem Shoku Nihongi wurden am 23. April 716 (traditionell: Reiki 2/3/27) die Bezirke Izumi und Hine, sowie am 8. Mai (Reiki 2/4/13) zusätzlich Ōtori aus der Provinz Kawachi ausgegliedert und daraus die alte Provinz Izumi (和泉監 -gen) gegründet.
Izumi bedeutet „Quelle, Brunnen“ und wird im Japanischen als 泉 geschrieben. Auf Grund eines kaiserlichen Edikts nach dem Provinznamen aus zwei Schriftzeichen bestehen müssen, wurde das 和 vorangestellt, das „Frieden, Harmonie“ bedeutet, aber auch der alte Name Japans war, wobei die frühere Aussprache beibehalten wurde.
Izumi besaß einen Sonderstatus, da sie wie die Provinz Yoshino als gen statt wie üblich kuni klassifiziert wurde, was wohl darauf zurückzuführen ist, das sich in beiden kaiserliche Zweitpaläste befanden. In Izumi war dies der Chinu-Palast (珍努宮 / 茅渟宮 Chinu no miya).
Am 15. September 740 (Tempyō 12/8/20) wurde sie wieder nach Kawachi eingegliedert, jedoch am 30. Mai 757 (Tempyō-Hōji 1/5/8) erneut eingerichtet, diesmal als reguläre Provinz (kuni).